# 東海道
東海道（日语：／ Tōkai dō */?）是一個日本地理術語。  它既指國家的一個古老分區，又指貫穿其中的主要道路。它是五畿七道系統的一部分。

東海道

行政区分上的東海道，由畿内往東延伸，本州太平洋側的中部位置。相當於現在的三重縣至茨城縣間的太平洋沿岸地方。該術語還指連接組成該地區各省首府的一系列道路。該地區的十五個古代省份包括：
- 伊賀國（伊州）
- 伊勢國（勢州）
- 志摩國（志州）
- 尾張國（尾州）
- 三河國（三州）
- 遠江國（遠州）
- 駿河國（駿州）
- 伊豆國（豆州）
- 甲斐國（甲州）
- 相模國（相州）
- 武藏國（武州）
- 安房國（房州）
- 上總國（總州）
- 下總國（總州）
- 常陸國（常州）

在江戶時代，东海道顯然是日本最重要的道路；這種顯著的優勢在德川幕府垮台後繼續存在。在明治初期，該地區的東線被選為連接舊都京都與新“東都”（東京）的電報線。.
太平洋戰爭後至現在，所有指標都表明東海道地區作為主要人口和就業中心的主導地位不斷增強。